# 永田カビ
永田 カビ（ながた カビ、1987年〈昭和62年〉5月28日 - ）は、日本の漫画家。旧名義は本名の徳永智子。自身の内面と向き合う姿を包み隠すことなく描いたエッセイ漫画で注目されている。作品は『さびしすぎてレズ風俗に行きましたレポ』、『一人交換日記』、『現実逃避してたらボロボロになった話』など。

## 来歴・人物

### 幼少期
物心ついた頃から、いつも絵を描いて育つ。一生懸命できる唯一のことが絵であり、昔から絵が自分の土台になる。小学校4年生くらいの頃に、週刊少年ジャンプの漫画『SLAM DUNK』を読んだこと漫画に触れ、ジャンプの他の漫画も読むようになる。中でも夢中になった漫画が『るろうに剣心』であり、この作品が好きなあまり、中学では剣道部に入ったほどである。

### 漫画家の道へ
高校を卒業後、美術系の大学に進学し、油絵を専攻するが、肌に合わず、半年で中退する。生活のために始めたアルバイトや就職活動にも失敗する。摂食障害や自傷行為を経て、自分が本当にやりたいものが漫画だと気づく。25歳で雑誌の漫画賞に入選し、漫画家としての道を歩み始め、漫画雑誌「ハルタ」に本名名義で読み切り作品を掲載するが、やがてフィクション漫画の制作にも行き詰まる。
精神的に追い詰められ、自分の居場所を見失った末に、受け入れてくれる者を求めて、2015年（平成27年）、レズビアン風俗に足を踏み入れる。「なかなか人がやらないことをやることで現状を打破できる気もした」「悔いのないよう、出し惜しみせずやろう」との思いで、風俗を訪れるまでの一連の実体験を、同2015年に『女が女とあれこれできるお店へ行った話』の題で、イラスト投稿サイト「pixiv」に掲載したところ、閲覧数が480万を超え、「自分と向き合う姿に感動した」などと読者から多くのメッセージが寄せられる。
2016年（平成28年）6月、書き下ろしも加えて改稿、初の単行本『さびしすぎてレズ風俗に行きましたレポ』を、エッセイ漫画の処女作として刊行する。書名に「レズ風俗」とあることなどから、性的な書と誤解されて書店に置かれないこともあったが、題に惹かれた読者も多く、発行部数は7刷8万5000部に達する。日本国内のみならず、アメリカやドイツ、中国など、国外の各国から共感の声が届く。通常は書籍の1割に満たないことも多い電子版も、6万ダウンロードに達し、一気に注目を浴びるに至る。

### 闘病と漫画家活動
続編となるエッセイ漫画『一人交換日記』の刊行後、2018年（平成30年）9月より、「実体験を漫画化したことで親を泣かせた」との思いでエッセイ漫画を封印し、フィクション漫画に取り組む。同2018年10月にアルコール性急性膵炎で入院を経て、フィクションへの行き詰まり、そして文筆家の佐々木ののかが幼少期から現在までを綴った作品『五体満足なのに不自由な身体』を通じて、自分自身を作品として開花することの魅力を知り、再びエッセイ漫画に挑む。翌2019年（令和元年）に、入院体験を綴った『現実逃避してたらボロボロになった話』を刊行する。
その後もエッセイ漫画を製作しており、自身の実体験を包み隠すことなく描いたエッセイ、難解な言葉や文法を使わず、心に浮かぶ言葉を素直に使った直接的な文章表現、それを補う絵柄が評価されている。webアクションで同時期にエッセイ漫画を連載した福満しげゆきは、エッセイ漫画以前にフィクションに取り組んでいたことによる演出や視覚効果の巧みさ、問題提起や話の枕のうまさを評価している。エッセイ漫画家として注目される一方で、自身は「エッセイでもフィクションでも、描きたい題材を見つけ出し、今後もエッセイ漫画に取り組む」と示唆しており、集英社のグランドジャンプ増刊『グランドジャンプめちゃ』2019年12月号では、読み切りとしてフィクション漫画を発表している。

## エッセイ漫画での人物像
著作『さびしすぎてレズ風俗に行きましたレポ』の中では自身を「レズビアン」だとは断言していない。「自分が女だと認識したくない。男になりたいわけじゃなく性別に属しているのが嫌というか…自分が『自分』である前に『女』であると過剰に定義されるのが怖いというか…後はもうとにかく男体より女体に性的な興味がある。でも特定の女性に性欲を抱くわけじゃない…みたいな」と述べている。一方でエロ同人に関してはボーイズラブ（男×男）のものを好み、「女×女の性行為の出てくる作品を全然読んだことがない」「完全に他人事である男×男だけが性的なことを考えてはいけないと思っていた私が唯一考えても良かったエロだったのじゃないかと思う」と述べている。
また著作『一人交換日記』ではエゴサーチ（エゴサ）をしていることを公言しており、（お母さんがかわいそうだし作者がクズという感想を見ながら）「検索しても至極真っ当で社会的に正しくまともなことしか言われてなかったうえ、すぐに他のカビがヒットした」と述べている。
また著作『迷走戦士・永田カビ』では性自認について「まぁ女だとは思うけど女だと認識されるのは嫌だし……『お兄さん』って声かけられたらうれしいし男性用下着はいてるし…胸もブラジャーも生理も嫌だし……でも男になりたいわけじゃなくて…」と自分でもよくわからないと述べている。レズ風俗へ行ったのは「女体に魅力を感じるというのも確かにあるが、女の人のほうが怖くないし安心だったからというのは行った理由としてかなり大きい」と述べている。

## 主な受賞歴
- 『さびしすぎてレズ風俗に行きましたレポ』による受賞
  - このマンガがすごい!2017オンナ編第3位[18][31]
  - クランチロール・アニメアワード 年間最優秀漫画部門[6]
  - ハーベイ賞 BestManga部門[7]

## 漫画作品

### 連載作品
- 「女が女とあれこれできるお店へ行った話」（pixiv、2015年、連載後に「さびしすぎてレズ風俗に行きましたレポ」へ改題[14][17]）
- 「一人交換日記」（pixivコミック、2016年 - 2017年）
- 「迷走戦士・永田カビ」（webアクション、2020年）
- 「迷走戦士・永田カビ グルメでGO!」（webアクション、2021年[32] - 2025年[33]）
- 「頑張りすぎ地獄から脱出しましたレポ」（webアクション、2025年[34] - ）

### 読み切り作品
- 徳永智子 名義
  - 「偲べ！村田君」『ハルタ』第6号、2013年7月、ISBN 978-4047290020。
  - 「彼氏できました」『ハルタ』第10号、2013年12月、ISBN 9784047293168。
  - 「1時間目がプールだったので」『ハルタ』第28号、2015年10月、ISBN 9784047307865。[35]
  - 「薫と博士の四畳半」『Awesome Fellows! Perfect』2016年3月、ISBN 9784047340756。[36]
- 永田カビ 名義
  - 「チカちゃんの憂鬱」『ヒバナ』3月号、小学館、2017年。[31]
  - 「ハッピーバースデー」『グランドジャンプめちゃ』12月号、集英社〈グランドジャンプ増刊〉、2019年。[37]

### 単行本
- 『さびしすぎてレズ風俗に行きましたレポ』 イースト・プレス、2016年、ISBN 9784781614427。
  - 『My Lesbian Experience with Loneliness』 Seven Seas、2017年、ISBN 978-1626926035。（英語）
- 『一人交換日記』 小学館〈ビッグコミックススペシャルヒバナ〉、2016年、ISBN 9784091893208。
  - 『My Solo Exchange Diary Vol. 1』 Seven Seas、2018年、ISBN 978-1626928893。（英語）
- 『一人交換日記』第2巻、小学館〈ビッグコミックススペシャルヒバナ〉、2018年、ISBN 9784091898470。
  - 『My Solo Exchange Diary Vol. 2』 Seven Seas、2019年、ISBN 978-1626929999。（英語）
- 『現実逃避してたらボロボロになった話』 イースト・プレス、2019年、ISBN 9784781618364。- 書き下ろし単行本[38]
  - 『My Alcoholic Escape from Reality』 Seven Seas、2021年、ISBN 978-1645059998。（英語）
- 『迷走戦士・永田カビ』 双葉社〈webアクションコミックス〉、2020年、ISBN 9784575440027。
- 『迷走戦士・永田カビ グルメでGO!』 双葉社〈webアクションコミックス〉、2021年[注 2]。
- 『膵臓がこわれたら、少し生きやすくなりました。』イースト・プレス、2022年、ISBN 978-4781621500。

## イラスト作品

### 書籍
- 『そろそろ会社辞めようかなと思っている人に、一人でも食べていける知識をシェアしようじゃないか』最新改訂版（著：山口揚平、メディアワークス文庫、2017年、ISBN 9784048927437）
- 『すべての女性にはレズ風俗が必要なのかもしれない。』（著：御坊、WAVE出版、2018年、ISBN 9784866211251）
- 『はじめてのレズ風俗』（レズっ娘クラブ、レズ鑑賞クラブティアラ、2018年）[39][注 3]
- 『つればり 第三号』（カノン・クリエイティブ、2018年、ASIN B07G48KCX4）[40]
- 『パンツははいておけ 中卒フリーターが大学進学した話』（著：早乙女かな子、幻冬舎、2020年、ISBN 9784344035713）
- 『つい顔色をうかがってしまう私を手放す方法』（著：佐々木正悟、技術評論社、2021年、ISBN 9784297123277）

### 音楽
- ミヤ「消息」（2018年、ジャケットイラスト[41]）

### WEBコンテンツ
- 少年アヤ『果てしのない世界め』特別寄稿企画（トーチweb、2017年）[42]
- クリスマスプレゼントに迷ったから、タロットに頼ってみた。（文：スピカ、yummy!、2018年）[43]
- 今日の運勢 あなたのセクシー運（文：沙木貴咲、yummy!、2020年）[44]
- タロット占い ハロウィンに素敵なサプライズが待っている? ハロウィンの運勢（文：スピカ、yummy!、2020年）[45]
- 30周年だゾ！嵐を呼ぶクレヨンしんちゃんトリビュート（webアクション、2020年）[46][47]